# Iyore
Iyore (literalmente: El regreso: una vida después de la vida) es una película dramática nigeriana de 2014 ambientada en el Reino de Benín, dirigida por Frank Rajah Arase. Está protagonizada por Rita Dominic, Joseph Benjamin, Okawa Shaznay, Paul Obazele, Bukky Wright y Yemi Blaq. Antes de su lanzamiento, fue nominada en diez categorías en los premios Golden Icons Academy Movie Awards 2014.

## Sinopsis
Osarugwe (Rita Dominic) es una maestra en cuya clase comienza a enseñar sobre los cuentos históricos y las conquistas del Imperio de Benín. Entre estas está la historia de amor de una de las tres vírgenes sagradas del gran Benín, Amenze (Okawa Shaznay), una doncella destinada a ser sepultada viva junto al rey, al moriré este. Sin embargo, ella escapa con el hombre al que ama, desencadenando el caos en el reino.

## Elenco
- Rita Dominic como Osarugwe
- Joseph Benjamin como el príncipe Azuwa
- Okawa Shaznay como Princesa Ajoke / Amenze / Onaiwu
- Yemi Blaq como Ovie
- Paul Obazele como Oba
- Bukky Wright como Reina Adekoya